# Біноміальне дерево
Біноміальне дерево (англ. binomial tree) Bk — це рекурсивно означене упорядковане дерево. Біноміальне дерево B0 складається з одного вузла. Біноміальне дерево Bk складається з двох біноміальних дерев Bk-1 з'єднаних разом: корінь одного з них є крайнім лівим дочірнім вузлом кореня другого дерева. Біноміальні дерева використовуються як частини біноміальної купи.

Біноміальні дерева з порядком від 0 до 3: кожне дерево має корінь дочірніми елементами якого є всі біноміальні дерева меншого порядку. Наприклад, біноміальне дерево 3-го порядку складається з дерев порядку 2, 1 і 0(віділені синім, зеленим і червоним відповідно).

## Властивості біноміальних дерев
Біноміальне дерево Bk
1. має 2k вузлів;
2. має висоту k;
3. має рівно {\displaystyle {k \choose i}} вузлів на глибині {\displaystyle i=0,1,...,k}
4. має корінь ступіня k; ступінь всіх інших вершин менша ступіня кореня біноміального дерева. Крім того, якщо дочірні вузли пронумерувати зліва направо числами k - 1, k - 2, …, 0, то i-ий дочірній вузол кореня є коренем біноміального дерева Bi.

## Походження терміна
Термін «біноміальне дерево» походить з властивості 3, оскільки {\displaystyle {k \choose i}} є біноміальними коефіцієнтами.